# S/2015 (136472) 1
S/2015 (136472) 1 (ook wel MK2) is een maan van de, zich in de Kuipergordel bevindende, dwergplaneet Makemake. De maan werd in 2015 ontdekt en is 1.300 keer donkerder dan Makemake. De maan staat op ongeveer 20.000 kilometer afstand van de dwergplaneet.
Uit onderzoek moet nog blijken of MK2 een cirkelvormige baan of een elliptische baan heeft. Mocht het een cirkelvormige baan zijn, dan is de maan waarschijnlijk uit een botsing ontstaan, vergelijkbaar met de manen van Pluto. Bij een elliptische baan, is deze zeer waarschijnlijk door Makemake gevangen.
De maan is bijna zo zwart als houtskool. Het verschil met de begeleider kan verklaard worden doordat MK2 weinig zwaartekracht heeft en daardoor ijs niet goed vast kan houden.
Nu bekend is dat Makemake een maan heeft, is Ceres de enige bekende dwergplaneet waarvan geen natuurlijke maan bekend is.